# 凯迈奈什舍姆延
凯迈奈什舍姆延，是匈牙利沃什州所辖的一个村，总面积16.05平方公里，总人口599，人口密度37.3人/平方公里（2010年1月1日）。